# Cantone di Les Coteaux de Dordogne
Il Cantone di Les Coteaux de Dordogne è una divisione amministrativa dell'Arrondissement di Bordeaux, situato nel dipartimento della Gironda, in Aquitania.
È stato costituito a seguito della riforma approvata con decreto del 20 febbraio 2014, che ha avuto attuazione dopo le elezioni dipartimentali del 2015.

## Composizione
Comprende i seguenti 51 comuni:
- Baron
- Belvès-de-Castillon
- Bossugan
- Branne
- Cabara
- Camiac-et-Saint-Denis
- Castillon-la-Bataille
- Civrac-sur-Dordogne
- Coubeyrac
- Daignac
- Dardenac
- Doulezon
- Espiet
- Flaujagues
- Gardegan-et-Tourtirac
- Génissac
- Gensac
- Grézillac
- Guillac
- Jugazan
- Juillac
- Lugaignac
- Mouliets-et-Villemartin
- Moulon
- Naujan-et-Postiac
- Nérigean
- Pessac-sur-Dordogne
- Pujols
- Rauzan
- Saint-Aubin-de-Branne
- Saint-Émilion
- Saint-Étienne-de-Lisse
- Saint-Genès-de-Castillon
- Saint-Germain-du-Puch
- Saint-Hippolyte
- Saint-Jean-de-Blaignac
- Saint-Laurent-des-Combes
- Saint-Magne-de-Castillon
- Saint-Pey-d'Armens
- Saint-Pey-de-Castets
- Saint-Philippe-d'Aiguille
- Saint-Quentin-de-Baron
- Saint-Sulpice-de-Faleyrens
- Saint-Vincent-de-Pertignas
- Sainte-Colombe
- Sainte-Florence
- Sainte-Radegonde
- Sainte-Terre
- Les Salles-de-Castillon
- Tizac-de-Curton
- Vignonet